# 高广滨
高广滨（1963年5月17日—），男，汉族，黑龙江哈尔滨人，中华人民共和国政治人物。长春光机学院（现长春理工大学）工程系光学仪器专业毕业，吉林大学经济学院政治经济学专业在职经济学博士。中共第十八、十九届中央委员会候补委员，现任吉林省人大常委会副主任。

## 生平
1984年6月加入中国共产党。1984年7月参加工作，任长春光机学院工程系团总支书记。1985年2月，任长春光机学院团委副书记。1986年4月，任长春光机学院团委书记。
1990年2月，任共青团吉林省委学校工作部副部长。1992年8月，任共青团吉林省委学校工作部部长。1992年9月，任共青团吉林省委副书记。1997年11月，任共青团吉林省委书记、党组书记、省青联主席。
2000年12月，任中共松原市委副书记、副市长、代市长、市长（2001年2月转正）。2003年4月，任中共通化市委书记。2007年5月，任中共吉林省委常委、长春市委书记。2015年12月，改兼吉林省人民政府常务副省长。2017年2月，任中共吉林省委副书记。2017年3月，不再担任吉林省人民政府副省长。
2022年1月，当选为吉林省人大常委会副主任。